# Byggnadsminne
Byggnadsminne (schwedisch für Baudenkmal) ist die schwedische Bezeichnung für kulturhistorisch wertvolle Gebäude, Ensembles und Anlagen, die gemäß den Bestimmungen des kulturminneslag (Kulturdenkmalgesetz) geschützt sind. Die Einstufung als byggnadsminne bietet den stärksten Schutz für kulturhistorische Gebäude in Schweden.  

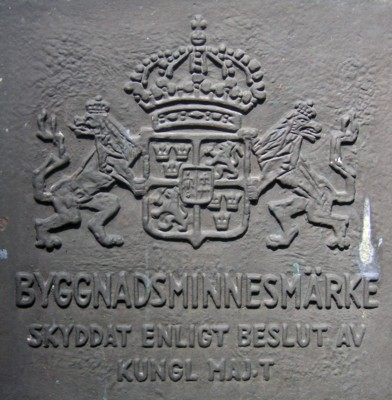
Plakette am Türkischen Kiosk im Hagapark

Als byggnadsminne geschützte Bauwerke haben zeitlich und räumlich eine große Spannweite. Sie können alles von einer mittelalterlichen Burg bis zu einem Kino aus den 1950er Jahren umfassen. Darüber hinaus können nicht nur Gebäude als byggnadsminne eingestuft werden, sondern auch Parks, Gärten und andere Anlagen mit kulturhistorisch schützenswerter Bedeutung. Über 2400 Gebäude, Anlagen und Ensembles sind als byggnadsminne geschützt (Stand 2017). Die Baudenkmäler sind alle im riksantikvarieämbetets bebyggelseregister verzeichnet.

## Geschichte
Staatlicher Schutz von kulturhistorisch wertvollen Bauwerken lässt sich bis in das Jahr 1666 und auf das Placat och Påbudh om Gamle Monumenter och Antiquiteter i Rijket (deutsch: Plakat und Erlass über alte Monumente und Antiquitäten im Reich) zurückverfolgen. Die moderne Gesetzesgrundlage erfolgte 1942 mit dem lag om skydd för kulturhistoriskt märkliga byggnader und 1960 mit dem lag om byggnadsminnen. 
Aufgabe des Denkmalschutzes war und ist die Bewahrung historischer Spuren, die bedeutend für das Verständnis der heutigen und zukünftigen Gesellschaft sind und den Menschen den Zugang zum Kulturerbe sicherstellen. Baudenkmäler erzählen von historischen Ereignissen und wie die Gesellschaft sich im Laufe der Zeit verändert hat. Die Baudenkmäler bewahren auch die Erinnerung an spezifische Geschehnisse und die persönlichen Geschichten von Personen. 
Es gibt heute zwei Arten von Baudenkmälern, private Baudenkmäler und öffentliche Baudenkmäler. Ein staatliches Baudenkmal wurde vor 1989 „byggnadsminnesmärke“ genannt. Kirchliche Bauwerke werden gesondert als kyrkligt kulturminne (kirchliches Kulturdenkmal) geschützt.

## Bedeutung der Klassifizierung
Die Einstufung als byggnadsminne bedingt, dass das Bauwerk für alle Zeit bewahrt wird. Das Bauwerk darf nicht verändert, umgebaut oder abgetragen werden. Um die Einstufung zu erhalten, müssen für jedes Baudenkmal individuelle Schutzbestimmungen und -vorschriften erlassen werden.

## Private Baudenkmäler
Die Provinzialverwaltungen können auf Grundlage des kulturminneslagen solche Bauwerke zum Baudenkmal zu erklären, die auf Grund ihres kulturhistorischen Wertes besonders bedeutsam sind oder Teil einer besonders bedeutsamen baulichen Anlage sind. Das können sowohl Wohnhäuser als auch Industrieanlagen, Parks oder Brücken sein.
Die Unterschutzstellung als Baudenkmal kann von jedermann und auch von den Provinzialverwaltungen selbst vorgeschlagen werden. Die Provinzialverwaltungen haben die Aufsicht über das Baudenkmal und entscheiden Anträge auf Erlaubnis von den Schutzbestimmungen abweichende Maßnahmen durchführen zu dürfen. Eigentümer von Baudenkmälern haben die Möglichkeit einen Kostenbeitrag zu erhaltenden Maßnahmen, etwa Restaurierungen, zu beantragen.

## Öffentliche Baudenkmäler
Die schwedische Regierung entscheidet, ob ein staatliches Gebäude oder eine staatliche Anlage Baudenkmal werden soll. Das Riksantikvarieämbetet (Reichsantiquaramt) schlägt solche Gebäude vor und übernimmt die Aufsicht über die Baudenkmäler. Öffentliche Baudenkmäler erinnern an wichtige Abschnitte der Geschichte Schwedens und der staatlichen Verwaltung.
Es gibt ungefähr 260 öffentliche Baudenkmäler (Stand 2017). Darunter befinden sich unter anderem Regierungs- und Gerichtsgebäude, Verteidigungsanlagen, Brücken, das Stockholmer Schloss und Leuchttürme.  